# Seven Davis Jr.
Seven Davis Jr., nebo také Samuel Lonnelee Davis, (* 3. dubna 1981) je americký zpěvák, hudební producent a diskžokej, který ve své tvorbě kombinuje prvky mj. housu, disca, hip hopu a funku.
Narodil se v Houstonu v Texasu a vyrůstal v severní Kalifornii, kde od mládí zpíval gospel a jazz. Na přelomu tisíciletí začal nahrávat vlastní hudbu, kterou postupně zveřejňoval na webech typu MySpace; první úspěchy se dostavily až v roce 2012.
Svou první dlouhohrající desku Universes vydal v roce 2014 v britském vydavatelství Ninja Tune. Později založil vlastní vydavatelství Secret Angels a vydal řadu dalších nahrávek. Na jeho desce I See the Future (2021) hostoval například newyorský zpěvák Cesár Toribio. Na album Stranger Than Fiction (2024) přispěli mj. John Cale, Life on Planets a ukrajinský zpěvák Ivan Dorn.
Dále spolupracoval například s Johnem Calem na jeho albech Mercy (2023), POPtical Illusion (2024) a Mixology (Volume 1) (2025) nebo se skupinou The Illustrious Blacks na extended play Pandemonium (2023).